# Secretaria Municipal de Educação (Porto Alegre)
| Secretaria Municipal de Educação                                                 |                                                     |
| Rua General João Manoel, n.° 90, Centro Histórico https://prefeitura.poa.br/smed |                                                     |
| Criação                                                                          | 1955 (como Departamento de Assistência e Instrução) |
| Atual secretário                                                                 | José Paulo da Rosa                                  |

A Secretaria Municipal de Educação, mais conhecida por seu acrônimo SMED, é um órgão executivo da cidade de Porto Alegre, capital do estado brasileiro do Rio Grande do Sul. É responsável por elaborar e implantar a política educacional municipal, assim como regular e coordenar a prestação de serviços no ecossistema do ensino infantil e fundamental. Mais de 70 mil alunos são atendidos na rede cuja gestão está diretamente a cargo da SMED – a Rede Municipal de Ensino (RME). A qualidade da educação oferecida a crianças, jovens e adultos é a prioridade do trabalho da Secretaria.
Sua competência legal abrange a Educação Infantil e o Ensino Fundamental, pois o Ensino Médio é de competência somente do Estado.

## História

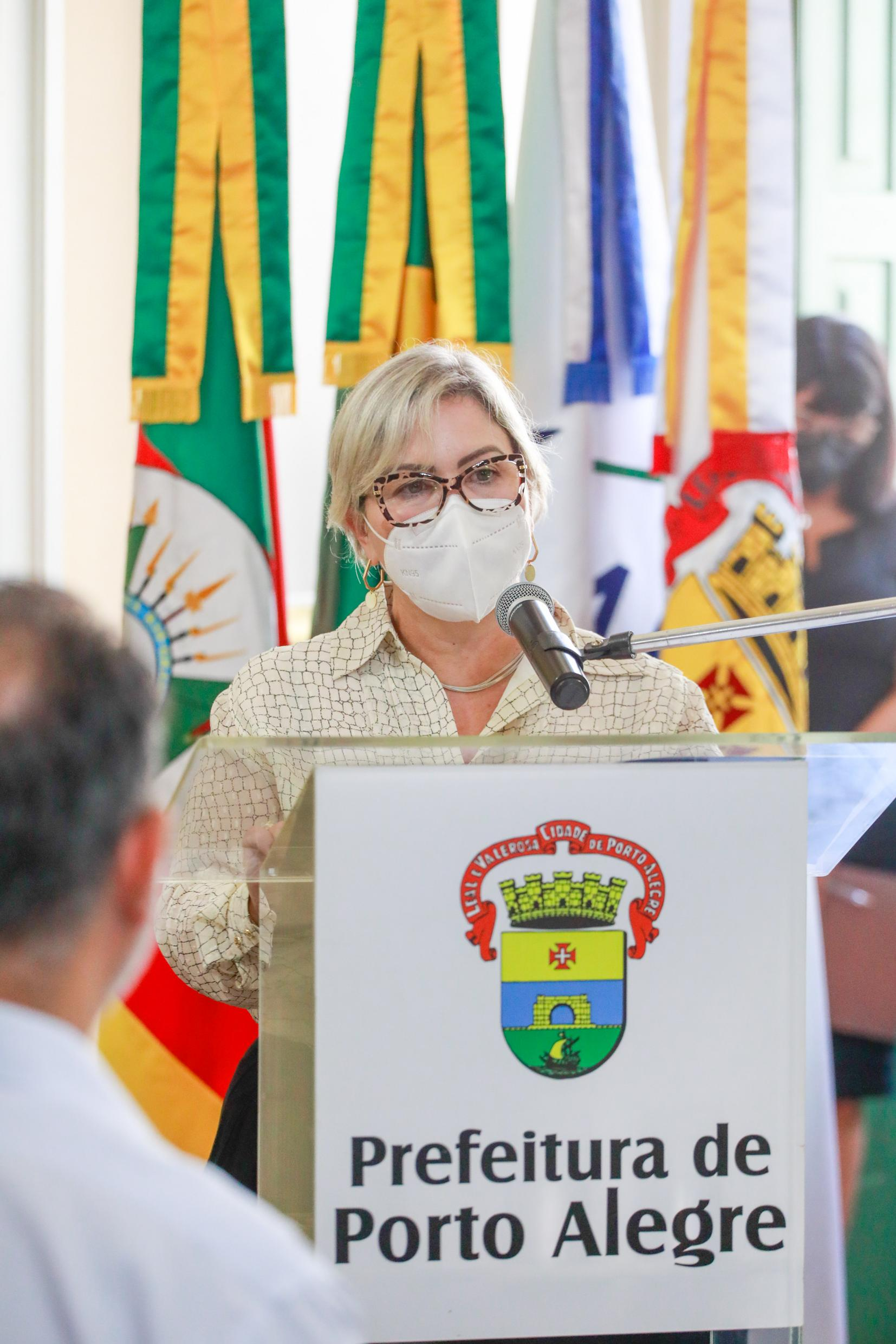
A ex-Secretária Municipal de Educação, Sônia Maria Oliveira da Rosa. Foto: Alex Rocha

As origens da SMED remontam ao ano de 1924, quando um serviço denominado "Escolas Municipais" foi criado em Porto Alegre. Em 1942, durante a gestão do então prefeito José Loureiro da Silva, fundou-se o Departamento de Educação Física, a fim de se organizar os serviços de parques infantis e praças de educação física. Mais tarde, em 1950, no governo de Ildo Meneghetti, tal departamento acabou substituído pelo Serviço de Recreação Pública, ao qual também competia gerenciar as atividades recreativas destinadas à população.
Porém, foi em 1955, através da Lei n.° 1.413, que surgiu o Departamento de Assistência e Instrução (DAI), este responsável pela promoção e pela orientação de atividades culturais, artísticas, recreacionais e turísticas para a população porto-alegrense e, o mais importante, pelo ensino secundário gratuito. Logo em seguida, no mesmo ano, fundou-se a Secretaria Municipal de Instrução e Assistência por meio da Lei n.° 1516, embora só tenha começado a funcionar efetivamente no ano seguinte, em 1956. Não demorou para que seu nome fosse modificado (pela Lei n.° 1.621), trocando-se o termo "Instrução" por "Educação" e ficando a secretaria conhecida como SMEA (Secretaria Municipal de Educação e Assistência).
Em 1960, realizou-se o primeiro concurso público para professores da Rede. Em 1963, houve nova mudança de nome, desta vez para Secretaria Municipal de Educação e Cultura (Smec). Em 1977, instituiu-se dentro da SMEC a Divisão de Educação Escolar (DEE). Em 1988, a Lei n.° 6.099 desmembrou a SMEC e deu origem à Secretaria Municipal da Cultura (SMC). Em 1993, com a criação da Secretaria Municipal de Esportes, Recreação e Lazer (SME), a SMED ficou exclusivamente encarregada das políticas pedagógicas e do apoio ao educando.
Em 1998, a Lei n.° 8.198 instituiu o Sistema Municipal de Ensino de Porto Alegre, integrando todas as instituições mantidas pelo poder público do município, as escolas de educação infantil de iniciativa privada e o Conselho Municipal de Educação, além da própria SMED.